# اچ‌دی ۱۶۶

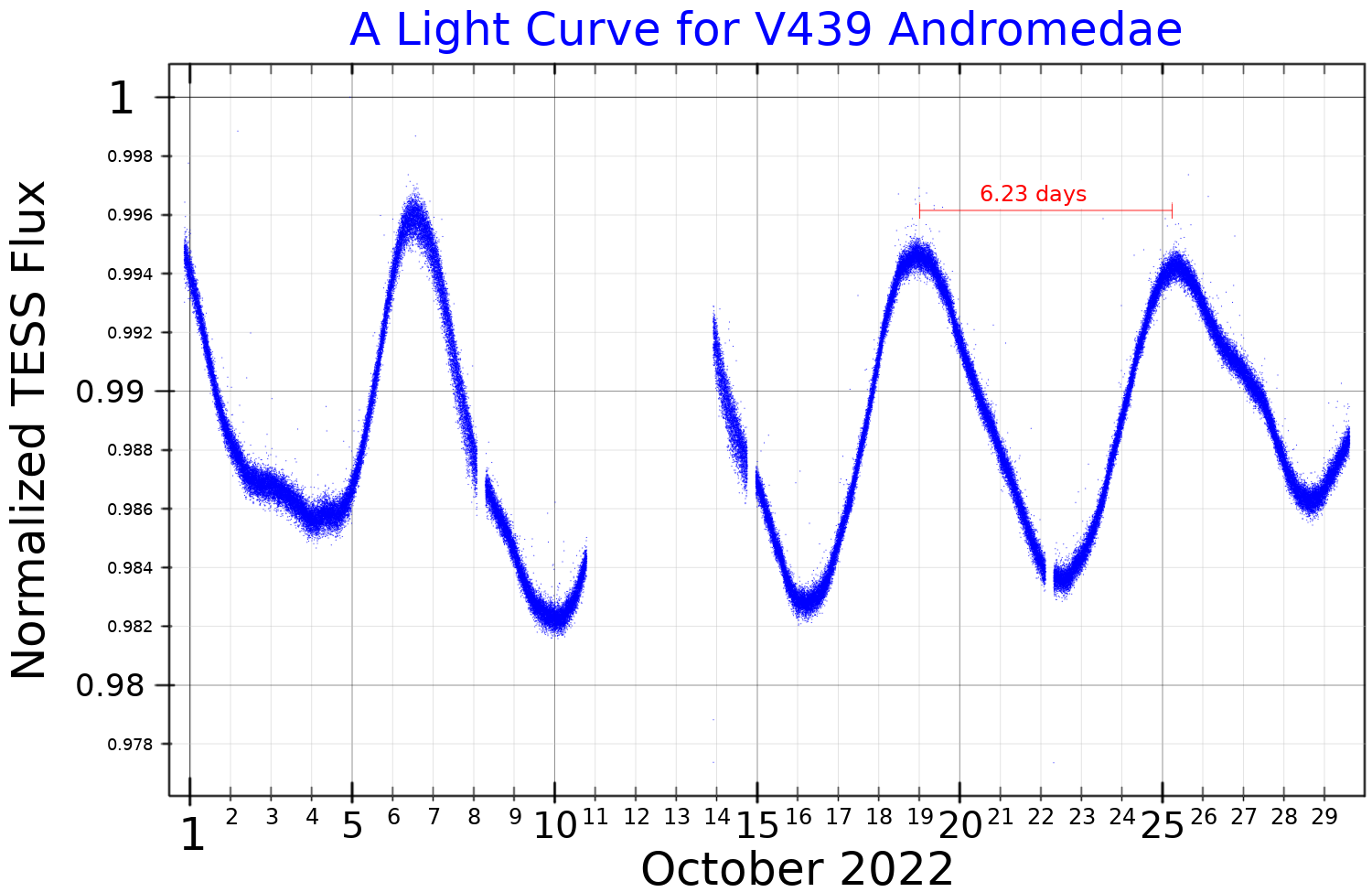
منحنی نوری برای V439 Andromedae، ترسیم‌شده از داده‌های TESS. دوره ۶.۲۳ روزه با رنگ قرمز مشخص شده است.

اچ‌دی ۱۶۶ یک ستاره است که در صورت فلکی آندرومدا قرار دارد.